# ベリー (バンド)
ベリー（Belly）は、アメリカのロックバンド。1991年、スローイング・ミュージズのメンバーだったタニヤ・ドネリーとフレッド・アボンを中心に結成された。

## 概要
1992年にリリースしたEP『Slow Dust』はUKインディーチャート1位を獲得。翌1993年1月リリースのファースト・アルバム『スター』は全英2位を記録、アメリカでは80万枚以上を売り上げゴールドディスクを獲得。グラミー賞にも「ベスト・オルタナティヴ・アルバム」部門と「ベスト・ニュー・アーティスト」部門の2つにノミネートされるなど大きな成功を収めた。1993年の春にはレディオヘッドをサポートアクトに従え全米ツアーを行った。
『スター』リリース後にフレッド・アボンが脱退しゲイル・グリーンウッドが加入。1995年にリリースされたセカンド・アルバム『キング』はよりロック色の強い作風となったが、前作ほどの成功は収められなかった。その後バンドはR.E.M.のワールドツアーのサポートアクトを務めた。それ以外にもキャサリン・ホイールやジュエルらと共に全米ツアーも行っている。
1996年にバンドは解散し、ドネリーはソロ活動を開始し、グリーンウッドはL7に加入した。
2016年に解散時のメンバーで再結成。

## メンバー
- タニヤ・ドネリー (Tanya Donelly) – リード・ボーカル、リズム・ギター (1991年–1996年､2016年– )
- クリス・ゴーマン (Chris Gorman) – ドラム (1991年–1996年､2016年– )
- トーマス・ゴーマン (Thomas Gorman) – リード・ギター、バック・ボーカル、キーボード (1991年–1996年､2016年– )
- ゲイル・グリーンウッド (Gail Greenwood) – ベース、バック・ボーカル (1993年–1996年､2016年– )

旧メンバー
- フレッド・アボン (Fred Abong) – ベース (1991年–1993年)

## ディスコグラフィ

### アルバム
- 『スター』 - Star (1993年)
- 『キング』 - King (1995年)
- Dove (2018年)

### コンピレーション・アルバム
- 『ベイビー・シルバートゥース』 - Baby Silvertooth (1993年) ※日本のみリリース
- Sweet Ride: The Best of Belly (2002年)
- Bees (2021年)

### EP
- Slow Dust (1992年)
- Gepetto (1992年)
- Feed the Tree (1993年)
- Moon (1993年)
- Seal My Fate (1995年)
- Now They'll Sleep (1995年)
- Super-Connected (1995年)
- Sun (1995年)
- Feel (2018年)

### シングル
- "Gepetto" (1992年)
- "Feed the Tree" (1993年)
- "Moon" (1993年)
- "Slow Dog" (1993年)
- "Are You Experienced?" (1994年) ※『紫のけむり (ジミ・ヘンドリックス・トリビュート)』収録
- 「スーパー・コネクテッド」 - "Super-Connected" (1995年)
- "Now They'll Sleep" (1995年)
- "Red" (1995年)
- "Seal My Fate" (1995年)
- "Hushabye Mountain" (2017年)
- "Shiny One" (2018年)
- "Stars Align" (2018年)